# Spitalkirche Zum heiligen Geist (Rothenburg ob der Tauber)

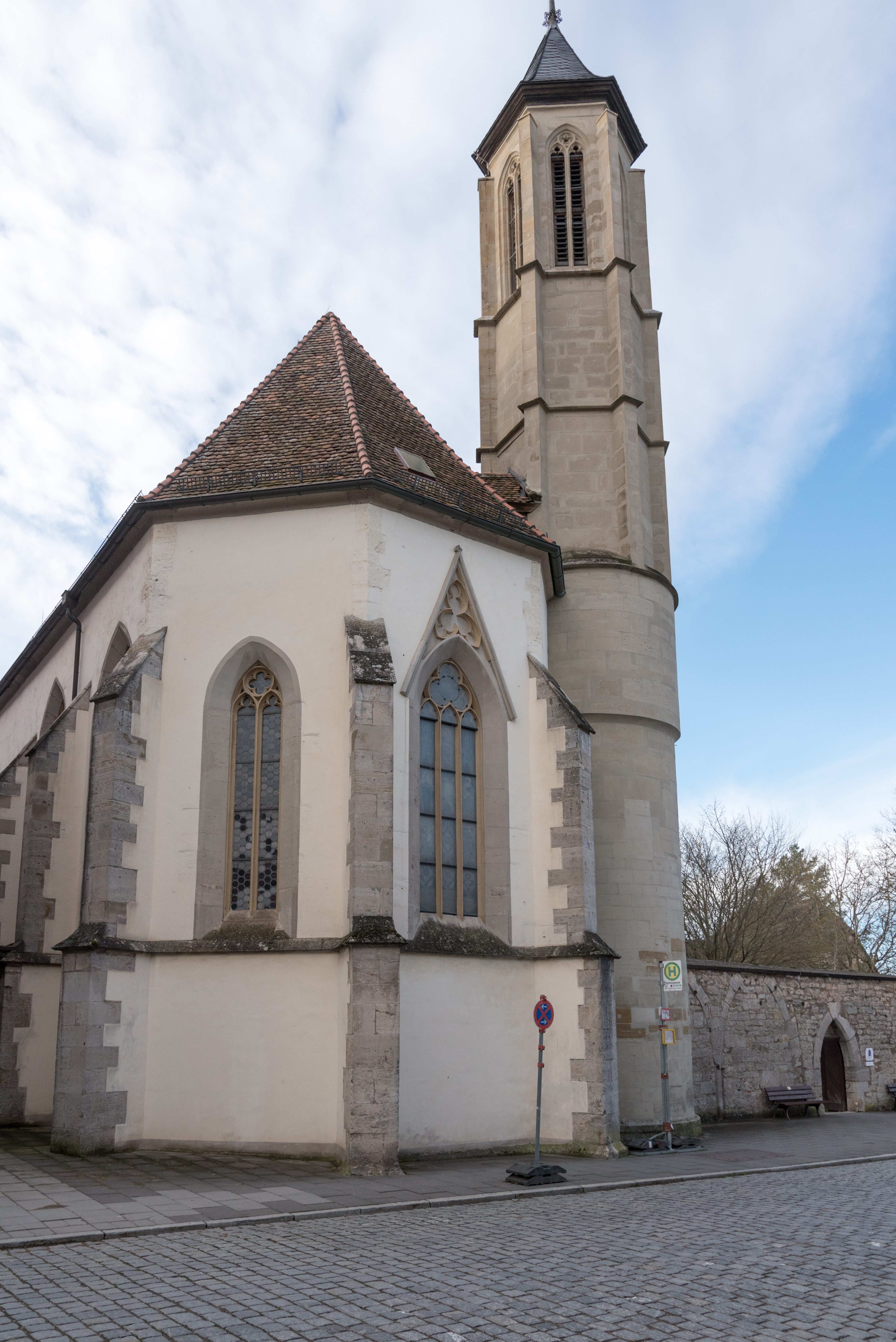
Spitalkirche Zum heiligen Geist (Rothenburg ob der Tauber)

Die ehemalige Spitalkirche ist jetzt die denkmalgeschützte, evangelisch-lutherische Spitalkirche Zum heiligen Geist. Sie steht in der Großen Kreisstadt Rothenburg ob der Tauber im Landkreis Ansbach (Mittelfranken, Bayern). Die Kirche ist unter der Denkmalnummer D-5-71-193-570 als Baudenkmal in der Bayerischen Denkmalliste eingetragen. Die Kirche gehört zum Dekanat Rothenburg ob der Tauber im Kirchenkreis Ansbach-Würzburg der Evangelisch-Lutherischen Kirche in Bayern.

## Geschichte
Die Spitalkirche gehörte ursprünglich zu einem Hospital vor den Toren der Stadt, in dem Reisende und Pilger übernachten konnten. Außerdem konnten Alte und Gebrechliche dort ihren Lebensabend verbringen. Betrieben wurde das Spital seit seiner Gründung im frühen 14. Jahrhundert zunächst von einer Bruderschaft, die sich an Santo Spirito in Sassia in Rom orientierte.
Die Bruderschaft war zwar nicht offiziell dem römischen Spitalorden angeschlossen, übernahm aber das Patrozinium Heilig-Geist für ihre Kirche. Finanziert wurden der Hospitalbetrieb sowie die Erweiterungsbauten durch Spenden, Pfründen und Stiftungen. Aus Sicherheitsgründen befanden sich derartige Spitäler in der frühen Neuzeit außerhalb der Stadtbefestigung. Das Wohnviertel, das sich im Lauf der Zeit um das Spital entwickelte, wurde auch „Hospitalviertel“ genannt.
Nach der Reformation ließ der Rat der Stadt das Spital zu einer zur führenden karitativen Einrichtung Rothenburgs ausbauen und übernahm die Finanzierung. Das Hospital wurde bis in die Gegenwart mehrmals, unter wechselnden Zuständigkeiten, erweitert und ausgebaut. Die Spitalkirche selbst überstand den Zweiten Weltkrieg ohne Beschädigungen.

## Beschreibung
Die Saalkirche wurde um 1300 erbaut. Sie besteht aus einem Langhaus, einem eingezogenen Chor mit 3/8-Schluss, der außen von Strebepfeilern gestützt wird, zwischen denen sich Maßwerkfenster befinden, und einem Chorflankenturm aus Quadermauerwerk an der Nordseite des Chors, dessen untere runde Geschosse sich achteckig fortsetzen und in einem schiefergedeckten Helm enden. Der Innenraum des Langhauses ist mit einer Flachdecke überspannt, der des Chors mit einem Kreuzrippengewölbe.
Zur Ausstattung der Kirche gehört ein zwischen 1390 und 1400 gebautes Sakramentshaus mit der Darstellung der Verkündigung und eines Schmerzensmanns. Der Altar mit einer skulpturalen Kreuzigungsgruppe wurde 1953 aus verschiedenen Teilen zusammengesetzt. Die vier Reliefs an der Kanzel aus Stein stellen die vier Evangelisten dar.
An der Südseite des Kirchenschiffs sind Wappentafeln der Stadtbürgermeister (= Consuln) aus dem 18. Jahrhundert aufgereiht.
Die Orgel auf der oberen der doppelstöckigen Empore hat noch den originalen Orgelprospekt aus dem 19. Jahrhundert. Sie hat 13 Register, zwei Manuale und Pedal und wurde 1864 von G. F. Steinmeyer & Co. erbaut.